# 萨拉雷斯
萨拉雷斯，是西班牙安达卢西亚自治区马拉加省的一个市镇。 总面积10平方公里，总人口203人（2001年），人口密度20人/平方公里。